# Леон Шарф
Леонід Шарф (англ. Leonid Sharf; нар. 5 липня 1982, Українська РСР) — українсько-американський футболіст та тренер, виступав на позиції півзахисника.

## Клубна кар'єра
Народився в Україні, але в дитинстві разом з родиною виїхав до США. Навчався в Каліфорнійському державному університеті в Норзріджі, де захищав кольори футбольної команди «Норзрідж Матадорз». У 2005 році розпочав свою футбольну кар'єру в команді «Бакерсфілд Бріґейд». Наступного року переїхав до Європи, де захищав кольори молдовських клубів «Тилігул-Тирас» (Тирасполь) та «Олімпія» (Бєльці). Футбольну кар'єру завершив 2013 року в американському клубі «Лос-Анджелес Місіонерс».

## Кар'єра в збірній
У 2009 році виступав у складі національної збірної США на Маккабіаді, до складу якої входили лише гравці єврейського походження.

## Статистика виступів

### Клубна
| Клубні виступи    | Клубні виступи     | Клубні виступи        | Ліга  | Ліга | Кубок | Кубок | Кубок ліги | Кубок ліги | Конт. кубок | Конт. кубок | Загалом | Загалом |
| Сезон             | Клуб               | Ліга                  | Матчі | Голи | Матчі | Голи  | Матчі      | Голи       | Матчі       | Голи        | Матчі   | Голи    |
| Молдова           | Молдова            | Молдова               | Ліга  | Ліга | Кубок | Кубок | Кубок ліги | Кубок ліги | Конт. кубок | Конт. кубок | Загалом | Загалом |
| ----------------- | ------------------ | --------------------- | ----- | ---- | ----- | ----- | ---------- | ---------- | ----------- | ----------- | ------- | ------- |
| 2006              | «Тилігул-Тирас»    | Національний дивізіон | 12    | 0    | 0     | 0     | 0          | 0          | 0           | 0           | 12      | 0       |
| 2007              | «Олімпія» (Бєльці) | Національний дивізіон | 16    | 0    | 0     | 0     | 0          | 0          | 0           | 0           | 16      | 0       |
| 2007–2008         | «Олімпія» (Бєльці) | Національний дивізіон | 16    | 0    | 0     | 0     | 0          | 0          | 0           | 0           | 16      | 0       |
| Усього за кар'єру | Усього за кар'єру  | Усього за кар'єру     | -     | -    | -     | -     | -          | -          | -           | -           | -       | -       |